# Оберхоннефельд-Гиренд
Оберхоннефельд-Гиренд (нем. Oberhonnefeld-Gierend) — община в Германии, в земле Рейнланд-Пфальц. 
Входит в состав района Нойвид. Подчиняется управлению Ренгсдорф.  Население составляет 1044 человека (на 31 декабря 2010 года). Занимает площадь 3,97 км².
Коммуна подразделяется на 3 сельских округа.